# Dorado (Porto Rico)
Dorado (pronuncia: doˈɾaðo) è una città di Porto Rico situata sulla costa settentrionale dell'isola. L'area comunale confina a est con Toa Baja, a sud con Toa Alta e a ovest con Vega Alta. È bagnata a nord dalle acque dell'oceano Atlantico. Il comune, che fu fondato nel 1842, oggi conta una popolazione di quasi 35 000 abitanti ed è suddiviso in 6 circoscrizioni (barrios).